# 切餅事件

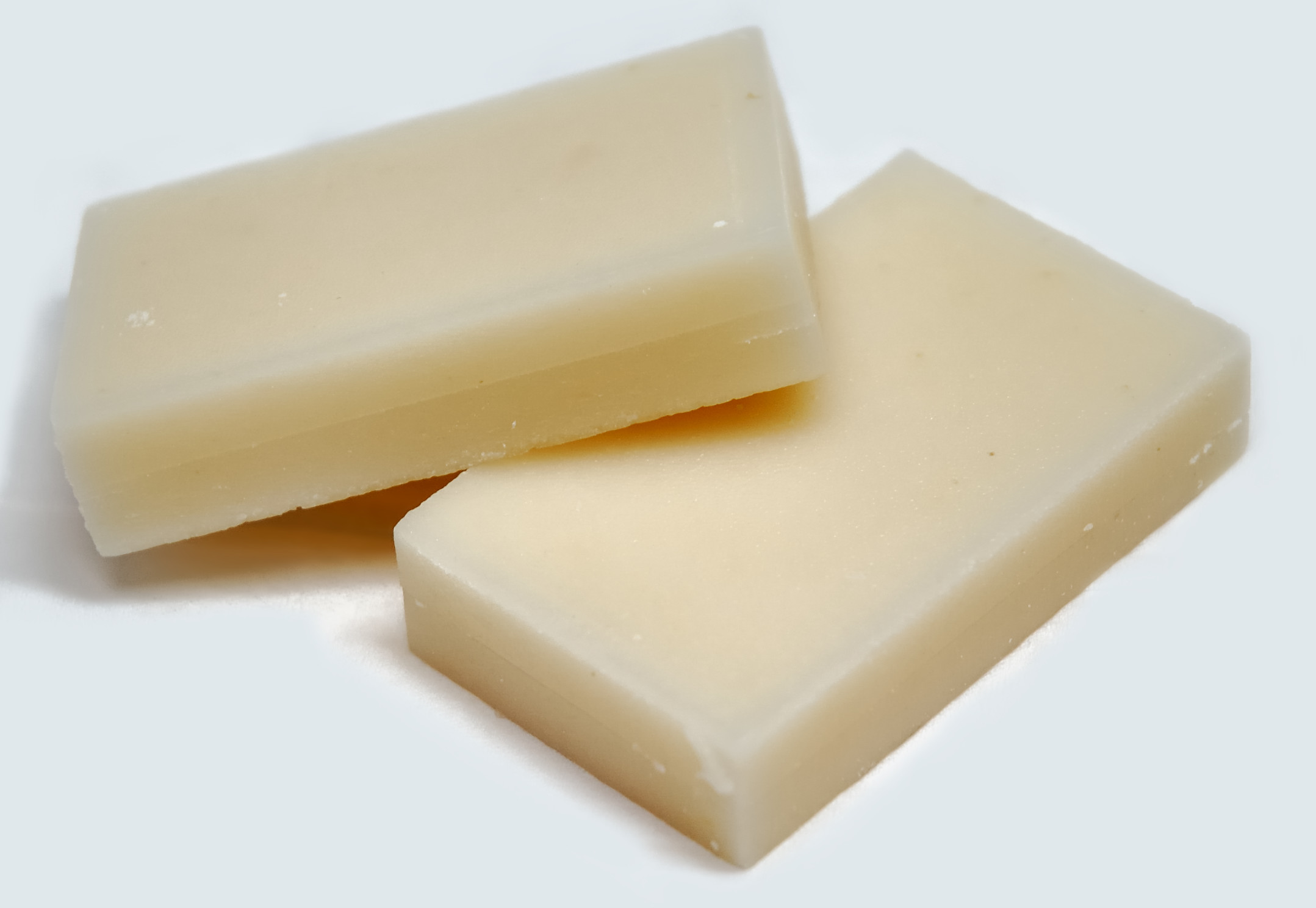
側面に切り込みの入った切餅

切餅事件（きりもちじけん）とは、切餅の特許を巡る訴訟事件。日本の包装餅業界大手2社により争われた。
原告は、被告が製造・販売している切餅が自社の特許に侵害しているとして、2009年に製造・販売の差し止めと損害賠償を求め提訴した。被告は、自社製品は特許に抵触していないこと、原告の特許は無効であることを主張した。裁判の結果、一審では被告の主張が認められたが、二審では原告の主張が認められ、最高裁への上告が棄却されたことにより確定した。

## 背景
個別に包装された切餅は、量販店等で流通されている。この切餅の多くは、佐藤食品工業（現サトウ食品）、越後製菓、きむら食品、たいまつ食品といった、いずれも新潟県に本社を置く企業によって製造されていた。新潟県には食品センターの他、これらの企業が所属する新潟県餅工業協同組合（県餅工）があり、共同で研究開発を進めることで共存共栄を図ってきた。
佐藤食品工業、越後製菓、きむら食品が製造する切餅は、表面に切り込みが設けられていた。このうち、佐藤食品工業と越後製菓は、切り込みに関する特許を取得していた。ただし、佐藤食品工業の特許は県餅工に実施権が譲渡された。きむら食品は県餅工に実施料を支払うことで使用権を得ていた。

## 特許内容

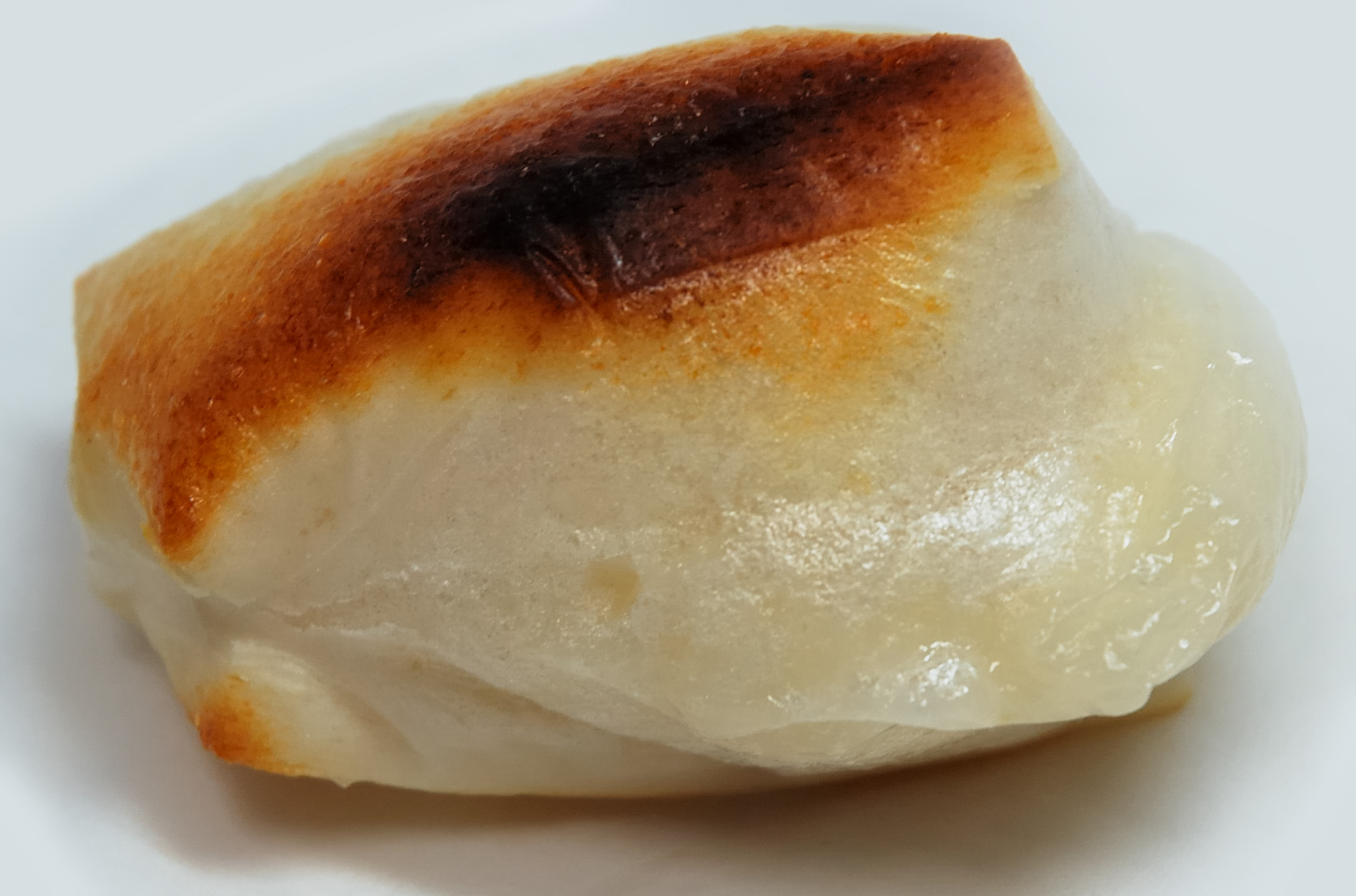
上面が下面に対して持ち上がる形になった状態の切餅

事件の対象となった特許は、越後製菓が2002年10月31日に出願（出願番号：特願2002-318601）した、発明の名称を「餅」とする発明である。この出願は、特許庁による審査を経て、2008年4月18日に特許4111382として登録された。
この特許の特徴は、直方体型の切餅の側面に切り込みを入れたことにある。特許の明細書では、本発明による効果が次のように述べられている。
切餅に切り込みを入れる理由は、焼いているときに膨らんで内部の餅が噴き出して下に流れ出し焼き網に付着することを防ぐことにある。従来技術として、米菓の上下の面に切り込みを入れる例がある。しかし、この方法では焼き上がりが傷跡のように見えて美観を損なう。本発明では、側面に切り込みを入れることにより、餅の噴き出しを防ぐことができる。しかも、焼き上がりの際には上面が下面に対して持ち上がる形になるので、美観を損なうことがない。そのため、食べやすく、食欲をそそり、美味しく食べることができる。
特許の権利範囲は、特許請求の範囲（請求項）に記載される。請求項に書かれている内容を他社が実施した場合、特許権の侵害となる。この特許の請求項は2項で、そのうち請求項1は下記のとおりである。
越後製菓は、本件発明の内容を備えた製品「越後ふっくら名人　切餅」を2003年8月25日に販売した。

## 被告製品
訴訟の対象となった製品は、佐藤食品工業が2003年9月1日から販売していた切餅「パリッとスリット」である。この製品は原告となる越後製菓の特許出願日である2002年10月31日よりも後、特許登録日である2008年4月18日よりも前に販売されている。越後製菓の特許が登録された場合、この特許の権利範囲に含まれる製品を販売していると権利侵害となる。
被告製品は、原告特許と同様に、切餅の側面に切り込みが入っている。切り込みの位置は側面4面のうち長い方の側面2面で、1面につき平行に2本の切り込みが設けられている。さらに、側面に加えて、切餅の上面と下面にも十字状の切り込みが設けられている。
佐藤食品工業は、製品販売に先立つ2003年7月17日に、上記の被告製品の内容を備えた特許を出願し、2004年11月26日に特許3620045として登録されている。なお、本特許の出願日は原告特許の出願日よりも後であるが、出願された特許が公開されるのは原則として出願日から1年6か月後であるから、被告は原告特許を見ていない状況で特許を出願し製品を販売している。また佐藤食品工業は、この特許の出願以前の2002年9月6日に、側面に切り込みが入っておらず上下面のみに切り込みの入った切餅の特許も出願しているが、これは審査において拒絶査定が出され特許登録されていない。

## 訴訟

### 提訴
越後製菓（原告）は、特許取得の翌年となる2009年3月11日、佐藤食品工業（被告）に対し、東京地方裁判所に訴えを起こした。
原告は、被告製品は原告の特許権を侵害しているとして、特許法100条1項及び2項にもとづき、製品の製造・譲渡等の差し止め、並びに製品・半製品及び製造装置の廃棄を求めた。さらに、損害賠償として14億8500万円及び遅延損害金の支払いを求めた。
越後製菓によれば、訴訟前に佐藤食品工業に対して、特許のライセンス交渉を提案したという。しかし佐藤食品工業は判定（後述）を請求したため、訴訟に踏み切ったという。

### 主な争点
本事件の争点は複数存在するが、詳細は争点節で記し、ここでは主な争点の概略を記す。
特許の請求項1のうち、A,C,Eの要件については争いがなく、B,Dが問題となった。そのなかで大きな争点の1つとなったのが、要件Bにある「載置底面又は平坦上面ではなくこの小片餅体の上側表面部の立直側面である側周表面に」の箇所である。被告はこの箇所を、切餅の底面又は上面には切り込みがないという意味ととらえ、被告製品は上下の面に切り込みがあるので特許の権利範囲に含まれないと主張した。一方原告は、「載置底面又は平坦上面ではなく」の箇所は、「側周表面」を説明するための修飾語だとして、底面や上面の切り込みの有無は権利範囲とは関係がなく、側面に切り込みが入っていれば特許権を侵害すると主張した。
また、被告は、本特許の内容は出願前に公知であったと主張した。公知であった場合、原告はすでに知られていた内容を特許として出願したことになるので、新規性の欠如により、この特許自体が無効となる（特許法第29条1項）。具体的には、被告は、原告の特許出願前に側面に切り込みの入った餅を製造・販売していたと主張した。

### 地裁判決
2010年11月30日、東京地方裁判所は、被告製品は原告の特許を侵害しないとする判決を下した。
判決では、被告の主張を認め、本特許の請求項は、底面や上面に切り込みが入った製品を除外する趣旨であるとみなした。特許の内容が出願前に公知であったとする被告主張については、そもそも被告製品が特許を侵害しないため、判断されなかった。
判決を受け、原告は2010年12月13日、知財高裁に控訴した。

### 高裁判決

#### 中間判決
知財高裁では、第1回口頭弁論の後、2011年9月7日に中間判決が下された。中間判決は、それまでの審理を整理するためにされる判決であるが、実務で出されることは少ない。後の本判決において裁判所は、「双方当事者から、侵害論について他に主張、立証がない旨の確認をし、中間判決に至る可能性がある旨言及した上、口頭弁論を終結した」と記しているが、被告は、口頭弁論の場において中間判決との発言はなされていないと主張しており、認識に相違がみられる。
中間判決では、地裁の判決を取り消し、被告に対し、被告製品の製造等の禁止、製造装置の廃棄、賠償金の支払い等を求めた。
主な争点のうち、「載置底面又は平坦上面ではなく」の文言について、原告の主張通り、これは側周表面を修飾すると理解するのが自然だと判断した。また、出願前に公知であったとする被告主張に対しては、被告が本特許の出願前に側面に切り込みが入った切餅を販売していたと認められる証拠はないとして却下した。

#### 本判決
中間判決後、被告は新たな弁護士と契約し、さらに、本特許は公知であったとする新たな証拠を提出した。原告は、特許権を侵害された期間を見直し、損害賠償請求額を59億4000万円に増額した。
本判決は2012年3月22日に言い渡され、中間判決と同じく、被告に対し、被告製品の製造等の禁止、製造装置の廃棄、賠償金の支払い等を求めた。賠償金額は8億275万9264円と決定された。中間判決後は、当事者は中間判決前に出すことができた証拠・証言を出すことができないので、被告が新たに提出した証拠については、訴訟を遅らせるものであるとして採用されなかった。
この判決を受け、被告は2012年4月2日に最高裁判所に上告したが、9月12日に上告が棄却され決着した。

### 二次訴訟
越後製菓は、高裁判決の1か月後となる2012年4月27日、佐藤食品工業を相手取って東京地方裁判所に再び訴えを起こした。これは、前回の訴訟で主張していなかった製品と期間を対象としたもので、19億1595万円の損害賠償を求めた。
被告は、一次訴訟の高裁で却下された証拠を使用し訴訟に臨み、側面に切り込みの入った製品を販売していたことを主張した。しかし地裁は、「出願前には切り込みの効果を確立できておらず、発明を完成させたとは認められない」として、2015年4月10日、被告に7億8277万8332円の支払いを命じる判決を下した。被告は4月27日、この判決に対し控訴しないことを発表し終結した。

### 関連訴訟
越後製菓は2013年4月26日、きむら食品（当時）を相手取って東京地方裁判所に訴えを起こした。きむら食品は切餅業界で佐藤食品工業、越後製菓に次ぐ業界3位のシェアを占めている会社で、側面に切り込みの入った切餅を販売していた。この製品自体は2012年秋ごろから側面に切り込みのない製品へと切り替えられていったが、越後製菓は過去の損害に対し、45億円の賠償を求めた。
これに対してきむら食品は、自社製品は本特許の技術的範囲に属さないこと、本特許の出願前に佐藤食品工業が側面に切り込みの入った切餅を販売しているため特許は無効であること、県餅工理事会の場で再許諾に異議を唱えなかったにもかかわらず提訴をしたのは信義則違反であること、損害賠償金額が著しく高額であり不当であることを主張した。しかし、2014年7月11日、きむら食品は民事再生法の適用を申請した。原因としては本訴訟以外に、過去の不適正経理が発覚したことで資金繰りが悪化したためとされている。同年8月5日、佐藤食品工業はきむら食品と契約を結び、事業を譲り受けることを発表した。

## 判定・無効審判
本特許に関しては、特許庁の管轄においても議論され、「判定」と「特許無効審判」が出されている。

### 判定
判定とは、特許の技術的範囲を特許庁に求める制度である（特許法71条）。本件では、佐藤食品工業が、底面・上面・側面に切り込みのある切餅の図面と説明書を添付し、この製品は本特許の技術的範囲に属さないとの判定を求めた（判定請求番号：判定2009-600006）。
この判定は2009年1月27日に提出され、2009年5月、「イ号図面及びイ号物件の説明書に示す「餅」は、特許第４１１１３８２号発明の技術的範囲に属しない」との結論が出された。判定の際に注目されたのは本特許の構成要件Bの内容で、解釈は一次訴訟の地裁判決と基本的に同じものである。
佐藤食品工業は裁判において、この判定結果等を根拠に、被告は被告製品が本特許に抵触しないと信じるに値する理由があったと主張した。しかし判決では、特許庁の判定制度は法的拘束力がないという理由で、この主張は認められなかった。

### 特許無効審判
特許無効審判とは、登録された特許を無効にするための制度である（特許法123条）。特許無効審判で、特許を無効にすべきだとの審決が出された場合、その特許は初めから存在しなかったものとみなされる（特許法125条）。
本件では、佐藤食品工業により3回、他社により1回の無効審判請求が提出されている。そのうち、佐藤食品工業により最初に出された2009年7月の無効審判では、自社製品を引例として、本特許はこの製品に対して新規性・進歩性が無いとして無効化を主張した。この製品は裁判では証拠として認められなかったものであったが、この無効審判請求では引用例として採用され審理された。しかし、この引用例は本件発明とは異なるものであり、本件発明は新規性・進歩性を有すると判断され、無効化は成立しなかった。他の3件の特許無効審判も、審理の結果、無効化は成立せず、特許は維持された。

## 争点

### 「載置底面又は平坦上面ではなく」の記載
請求項1の要件Bにある「載置底面又は平坦上面ではなく」の解釈は、一次訴訟において、地裁と高裁で判断が分かれた箇所である。
地裁は、「載置底面又は平坦上面ではなく」の文言について、仮に原告の主張のように、側周面の修飾語だとするならば、「載置底面又は平坦上面ではない」などの表現をするのが適切だと指摘した。そのため、本特許の権利範囲は、底面や上面に切り込みが入った製品を含まないとみなした。
これに対して高裁では、「載置底面又は平坦上面ではなく」の文言について、これに続く「この小片餅体の上側表面部の立直側面である側周表面に」との間に読点が付されていないことから、原告の主張通り、これは側周表面を修飾すると理解するのが自然だと判断した。問題の箇所に読点が付されていた場合は、請求項の該当箇所は「載置底面又は平坦上面ではなく、この小片餅体の上側表面部の立直側面である側周表面に」との記述となる。高裁の判決はこの読点の有無に着目した。
また、そもそもこの「載置底面又は平坦上面ではなく」の文言自体が必要かどうかについても争点となった。被告は、側面に切り込みの入った切餅であることを表現するならばこの文言は不要だと主張した。原告は、直方体状の切餅は表面積が大きい面を底面として焼き上げるのが一般的ではあるが、表面積が小さい面を底面とすることも考えられるので、「載置底面又は平坦上面ではなく」の語句を入れずに、「この小片餅体の上側表面部の立直側面である側周表面」と述べると、直方体の6面のうちどの面が側周表面なのか特定できないと主張した。これについて地裁判決では、表面積が小さい面を底面とすることは不自然であるので、「載置底面又は平坦上面ではなく」の文言が必要であるとは言えず、むしろこの文言が入っていることは、底面や上面に切り込みが無いという意味に解されると判断した。高裁判決では、原告の主張通り、「載置底面又は平坦上面ではなく」の文言は、底面や上面とは別の面である側面という意味だと判断した。

### 新規性
前述のとおり、被告は、原告の特許出願前に側面に切り込みの入った餅を製造・販売していたと主張した。
被告の証言によれば、被告は2002年10月21日から、イトーヨーカドーで上下面に加え側面にも切り込みが入った餅を販売していた。側面への切り込みについては発売直前に決まったため、包装は上下面のみに切り込みの入った絵柄を使用した。この件についてはイトーヨーカドーの担当者に口頭で説明した。しかし販売から1か月後、安全面・衛生面で問題が見つかったため、側面への切り込みはいったん中止され、2003年9月にあらためて側面に切り込みの入った切餅を販売した。被告は保存していた製品を証拠として提出した。
しかし一次訴訟の高裁では、被告の証言は不自然だとして上記証拠は認められなかった。まず、被告の証言内容がイトーヨーカドーの関係者の証言と矛盾する。また、被告製品が長期間保存されていたのは不自然である。さらに、側面の切り込み入りの製品販売が中止された経緯を示す記録が残されていない。判決文に記載されたこれらの理由により、被告の提出した証拠品は捏造品だと疑われることになった。これによって裁判官の心証が悪くなり、知財高裁の判決に至ったとも推定されている。
被告の社長は判決後に、「証拠の偽造は天地神明に誓ってやっていない」と反論した。また、裁判官は2002年の餅にカビが生えずに残っているはずがないという理由で捏造と判断したが、無菌化包装しているため長期保存可能だとも反論した。しかし判決文にはカビの有無については記載されていない。

### 作用効果
本特許には、発明の作用効果として「噴き出しの抑制」と「美観の維持」の2つが記載されている。この2点の関係性についても一次訴訟の地裁と高裁で判断が分かれた。
美観の維持とは、上下面に切り込みを入れると焼き上がりが傷跡のように見えて美観を損なう問題を解決するものである。そのため地裁では、側面に加え上面に切り込みを入れると美観の維持が実現できなくなる場合があるとして、上面の切り込みが入った製品は本特許の技術的範囲に含まれないと解釈した。すなわち地裁では、「噴き出しの抑制」と「美観の維持」を独立の効果としてとらえている。
これに対して高裁では、「噴き出しの抑制」と「美観の維持」は不可分の関係にあると考えた。そして、上面のみに切り込みを入れた切り餅では「噴き出しの抑制」は達成できるが「美観の維持」が損なわれるのに対し、側面に切り込みを入れることで「噴き出しの抑制」が達成できるとともに、「美観の維持」の効果をも達成できる。この時点で発明の要件を満たしているので、それに加えて上面にも切り込みを入れることは別の構成を加えたにすぎないと解釈した。

### 出願経過の参酌
出願された特許が、特許となる要件を満たしていないとみなされた場合、審査官より拒絶理由通知が出される。この拒絶理由通知に対し、出願人は特許請求の範囲を補正する手続補正書や、審査官に対し意見を述べる意見書を提出することで、特許の権利化を目指すことができる。しかし、特許が登録された場合、この意見書で述べられた内容により、特許の権利範囲が制限されることがある（禁反言の法理）。
本特許の審査経過においても、2005年5月27日に特許庁より出された拒絶理由通知に対して、出願人（越後製菓）は2005年8月1日に手続補正書と意見書を出している。そして、手続補正書では、請求項１の要件Bの問題箇所を「載置底面又は平坦上面ではなくこの小片餅体の上側表面部の側周表面のみに」と補正している。また、意見書では、「そこで、本発明は、切り込みを天火が直に当たりずらい側周表面のみに設け、しかも切り込みを水平方向に切り入れ、さらに周辺縁あるいは輪部縁に沿う周方向に長さを有する切り込みとし、他の平坦上面や載置底面には形成せず」と記載している。すなわち、この手続補正書と意見書では、出願人は切餅の上面や底面には切り込みを入れないことを主張している。佐藤食品工業の製品は上面と底面に切り込みがあるので、この手続補正書と意見書の内容で登録された場合、本特許に抵触しないことになる。
しかし、この手続補正は審査官により却下された。その理由として審査官は、手続補正は出願時の明細書や図面に記載されている内容でなければならないが、上記の手続補正の内容はそれを満たしていないことを指摘している。そのため出願人は上記内容とは異なる手続補正書を再度提出し、その後複数の応答の結果、特許4111382の内容で登録された。
原告が特許の審査過程で上面や底面には切り込みを入れないことを主張していたことは特許の権利範囲に影響するかどうかという論点に関し、地裁判決は、このことは直ちに請求の範囲の解釈に結びつくものではないという見解であった。高裁判決では、原告の上記主張はその後に撤回されたものであるから、それに拘束される筋合いはないと判断した。

## 論説
この事件は、切餅という一般に良く知られている食品に関するものであり、特許の内容も理解しやすいものであったため話題となった。判決についても多くの解説がなされている。
そもそも発明の技術的範囲は、特許請求の範囲（請求項）に記載された内容で規定される。そのため、特許請求の範囲には、発明を特定するために必要な事項のすべてを記載しなければならないと定められている（特許法36条5項）。しかし本件では、特許請求の範囲に記載された文言の意義が明確ではなく、一次訴訟において地裁と高裁で正反対の結論となった。そのため、特許請求の範囲の解釈の困難性を示す事例と位置付けられている。また、正反対の結論が導き出された原因として、請求項１の構成要件Bが不明確であったためと考えられるが、裁判においては構成要件Bの明確性要件違反（特許法36条6項2号）が主張されておらず判断もされていないことが指摘されている。
「載置底面又は平坦上面ではなく」の解釈では、一次訴訟の高裁判決において、読点の有無が着目された。このことから、本裁判は読点ひとつで判決が変わったとも言われている。ただし、この高裁の解釈に対して疑問を抱く見解も存在し、地裁判決の解釈の方が説得的だとする意見もある。
一方、課題の設定や作用効果に関する両裁判所の判断に関しては、高裁の判断を支持する見解が複数存在する。
高裁判決では、審査過程において出願人が述べられた見解であっても、後に出願人が撤回した意見に関しては特許請求の範囲に影響を与えないと判断した。これに対しては、この判断が今後すべての案件に当てはまるものではなく、個別に判断されるものであると論じられている。